# Santa Ana (Petén)
Santa Ana ist eine etwa 8000 Einwohner zählende Kleinstadt in Guatemala. Santa Ana liegt im Departamento Petén und ist Verwaltungssitz des Municipios Santa Ana, das sich auf 1008 km² erstreckt und knapp 20.000 Einwohner hat.

## Geographie
Der Ort Santa Ana liegt rund 20 km südlich des Petén-Itzá-Sees in der Mitte des Departamentos auf 220 m Höhe. Wenige Kilometer westlich des Ortes führt in nord-südlicher Richtung die Fernstraße CA 13 vorbei, die Flores, die Hauptstadt Penténs, mit Izabal im Süden und dem Rest des Landes verbindet. Von Santa Ana sind es 21 km nach Flores und 487 km nach Guatemala-Stadt.
Wie bei allen Municipios Peténs liegt der Hauptort an einer größeren Verkehrsachse, während sich das Verwaltungsgebiet weit in rückwärtige, dünn besiedelte Regionen ausdehnt. Im Fall von Santa Ana umfasst es ein rund 1000 km² großes, in den westlichen Ausläufern der Maya Mountains gelegenes Gebiet südöstlich des Petén-Itzá-Sees. Vom tropischen Regenwald, der Petén einst vollständig bedeckte, ist auf dem Gebiet des Municipios heute noch rund ein Drittel übrig. Das Klima ist im Allgemeinen tropisch-heiß.
Die angrenzenden Municipios sind Flores im Norden, San Francisco im Westen und Südwesten, Dolores im Südosten und Melchor de Mencos im Osten.

## Geschichte
Der Ort Santa Ana wurde 1840 gegründet, jedoch im Lauf der Zeit zwei Mal verlegt. Der Gründungsort Santa Ana Vieja („Alt-Santa-Ana“) liegt rund 20 km südlich der heutigen Stadt bei der Maya-Ruine Ixponé. Von dort kam er 1890 nach Buena Vista, einem Dorf, das heute Teil der Kleinstadt Santa Ana ist. Der Name Santa Ana soll von einer mexikanischen Frau kommen, die sich bei Ixponé niederließ und ein besonders schönes Bild der Heiligen Anna gehabt haben soll, das schließlich zur örtlichen religiösen Devotionalie wurde.

## Bevölkerung
Neben Kekchí besteht ein großer Teil der örtlichen Bevölkerung aus Ladinos. Das Municipio besteht aus dem Hauptort Santa Ana (mit 11 Bezirken), 15 Landgemeinden (Aldeas) und insgesamt 42 Weilern.

## Wirtschaft und Verkehr
Santa Ana lebt vorwiegend von der Landwirtschaft, insbesondere vom Anbau von Mais, Bohnen und Zuckerrohr. Weniger bedeutend ist die Forst- und Holzwirtschaft sowie die Viehzucht. An der Fernstraße CA 13 spielt der Handel und der Dienstleistungssektor eine Rolle. Von der Fernstraße zweigen etliche Nebenstrecken ab, die den westlichen Teil des Municipios recht gut mit dem Ballungsgebiet um Flores verbinden. Die restlichen Teile sind schlecht erschlossen.